# Bảo tàng Biên phòng (Việt Nam)
Bảo tàng Biên phòng trực thuộc Cục Chính trị, Bộ đội Biên phòng thuộc loại hình lịch sử quân sự có nhiệm vụ nghiên cứu, sưu tầm, kiểm kê, trưng bày, tuyên truyền giới thiệu các tài liệu, hiện vật có giá trị lịch sử, văn hoá, khoa học, phản ánh quá trình xây dựng, chiến đấu, trưởng thành của Bộ đội Biên phòng trong sự nghiệp giải phóng dân tộc, thống nhất đất nước, xây dựng và bảo vệ Tổ quốc. Bảo tàng tọa lạc tại số 2 phố Trần Hưng Đạo, phường Phan Chu Trinh, quận Hoàn Kiếm, thành phố Hà Nội, nằm đối diện Bệnh viện Trung ương Quân đội 108 và gần bệnh viện Hữu nghị Việt - Xô.

## Khái quát trưng bày
1. Trung tâm khánh tiết
Thể hiện đường lối, phương lược, sách lược của Ông cha ta trong khẳng định chủ quyền lãnh thổ quốc gia, nêu cao quyết tâm bảo vệ bờ cõi đất nước; quan điểm, tư tưởng của Chủ tịch Hồ Chí Minh và Đảng Cộng sản Việt Nam về bảo vệ biên giới Quốc gia.
Nội dung trưng bày:
- Tượng nghệ thuật "Nghe lời non nước" - trưng bày chính giữa, trước phù điêu bản đồ Việt Nam trên nền trống đồng.
- Phù điêu thể hiện bản đồ Việt Nam bao gồm 02 quần đảo Hoàng Sa và Trường Sa trên nền trống đồng
- Trích câu của của Bác Hồ: "Các Vua Hùng đã có công dựng nước, Bác cháu ta phải cùng nhau giữ lấy nước".
- Trích lời Lê Lợi, năm 1432: "…Biên phòng hảo vị trù phương lược/ Xã tắc ưng tu kế cửu an…", và lời dịch, chữ mạ đồng, kiểu thư pháp đặt trên nền đá đỏ bên phía phải trống đồng.
- Bài thơ thần của Lý Thường Kiệt, nhà quân sự, nhà chính trị thời nhà Lý (1019 – 1105): "Nam quốc sơn hà, Nam Đế cư/ Tiệt nhiên định phận tại thiên thư/Như hà nghịch lỗ lai xâm phạn/ Nhữ đẳng hành khan thủ bại hư.…" và lời dịch, chữ mạ đồng, kiểu chữ thư pháp, đặt đặt trên nền đá đỏ phía bên trái trống đồng.
- Hình ảnh Cột cờ Lũng Cú thể hiện bằng tranh sơn dầu khung gỗ đặt phía cánh gà bên trái khu khánh tiết.
- Hình ảnh biểu tượng Mũi Cà Mau thể hiện bằng tranh sơn dầu khung gỗ đặt phía cánh gà bên phải khu khánh tiết.
Chủ đề 1: Biên giới Tổ quốc, lịch sử, truyền thống bảo vệ biên giới của ông cha ta
Giới thiệu khái quát về dư địa chí, lịch sử quá trình hình thành các tuyến biên giới Việt Nam và các nước láng giềng. Vị trí chiến lược, tầm quan trọng của biên giới đất liền và biển đảo; đặc biệt là việc xác lập, thực thi chủ quyền đối với hai quần đảo Hoàng Sa và Trường Sa của các Nhà nước phong kiến Việt Nam; Truyền thống đấu tranh và những phương lược, sỏch lược bảo vệ biên giới của cha ông qua các triều đại.
Chủ đề 2: Lực lượng Công an nhân dân Vũ trang ra đời
Trưng bày các tư liệu hình ảnh, hiện vật phản ánh quá trình hình thành, ra đời và triển khai nhiệm vụ của lực lượng CANDVT.
+Tiểu đề 1: Các đơn vị tiền thân của lực lượng CANDVT
+Tiểu đề 2: Thành lập lực lượng CANDVT-triển khai nhiệm vụ.
Chủ đề 3: Chiến đấu bảo vệ biên giới trong kháng chiến chống Mỹ cứu nước
+ Tiểu đề 1: Dũng cảm, mưu trí chiến đấu tiễu phỉ, trừ bạo loạn
+ Tiểu đề 2: Đấu tranh chống gián điệp, biệt kích.
+ Tiểu đề 3: Chiến đấu chống chiến tranh phá hoại miền Bắc của Đế quốc Mỹ.
Chủ đề 4: Lực lượng An ninh Vũ trang miền Nam dũng cảm kiên cường
Phản ánh sự ra đời, tổ chức biên chế và chiến công của các đơn vị An ninh vũ trang (ANVT) miền Nam (thành lập tháng 9/1960 - 1975) đã đoàn kết chặt chẽ với các lực lượng khác hoàn thành nhiệm vụ vũ trang bảo vệ cơ quan lãnh đạo của Đảng, Mặt trận dân tộc giải phóng;kiên cường, bám trụ trong lòng địch, xây dựng cơ sở cách mạng, diệt ác trừ gian; chiến đấu chống càn, bảo vệ khu căn cứ kháng chiến, bảo vệ biên giới, bờ biển vùng giải phóng, tham gia tích cực Chiến dịch Hồ Chí Minh năm 1975, giải phóng hoàn toàn miền Nam.Thành lập3 đồn biên phòng đầu tiên sau Hiệp định Pa ri năm 1973 gồm: Lò Gò, Xa Mát tỉnh Tây Ninh và đồn Lao Bảo tỉnh Quảng Trị.
Chủ đề 5: Chiến đấu bảo vệ biên giới Tây Nam
Giới thiệu khái quát về dưđịa chí, lịch sử quá trình hình thành tuyến biên giới Tây Nam.Phản ánh quá trình quân và dân, lực lượng CANDVT tham gia chiến đấubảo vệ biên giới Tây Namtừ năm 1975 – 1978; lên án tội ác của quân Khơ me đỏ (Pôn Pốt)đối với nhân dân khu vực biên giới Việt Nam-Campuchia.
Chủ đề 6: Cuộc chiến đấu bảo vệ biên giới phía Bắc
Giới thiệu khái quát về dưđịa chí, lịch sử quá trình hình thành tuyến biên giới phía Bắctheo Công ước Pháp Thanh năm 1887và Công ước bổ sung 1895.Phản ánh ý chí quyết tâm, tinh thần chiến đấu dũng cảm, kiên cường của quân và dân ta, đặc biệtlà các lực lượng vũ trang, CANDVTcác tỉnh phía Bắc trong cuộc chiến đấu bảo vệ biên giới phía Bắc.
Chủ đề 7: Quản lý bảo vệ tuyến biên giới Việt – Lào
Giới thiệu về dưđịa chí, lịch sử quá trình hình thành tuyến biên giới Việt - Lào dưới thời phong kiến và thực dân Pháp cai trị nước ta. Thể hiện tình đoàn kết, gắn bó, quan hệ đặc biệt giữa hai nướctrong sự nghiệp đấu tranh giải phóng dân tộc;giúp bạn đào tạo cán bộ lực lượng bảo vệ biên giới vàphát triển kinh tế, văn hóa, xã hội,xây dựng, bảo vệ biên giới hòa bình, hữu nghị.
Chủ đề 8: Bảo vệ chủ quyền biên giới quốc gia trên biển, đảo Việt Nam
Trưng bày phản ánh truyền thống bảo vệ chủ quyền biển đảo Việt Nam của ông cha ta. Ý chí, quyết tâm bảo vệ và xác lập chủ quyền biển đảo Việt Nam dưới thời nhà Nguyễn,bao gồm hai Quần đảo Hoàng Sa, Trường Sa từ năm 1838; tư liệu, tài liệu của Chính quyền Việt Nam Cộng hòa từ 1956-1975 về bảo vệ chủ quyền biển đảo bao gồm hai Quần đảo Hoàng Sa, Trường Sa.
Chủ đề 9: Hợp tác quốc tế và đối ngoại Biên phòng
BĐBP Việt Nam có quan hệ hợp tác, đối ngoại với các nước trong khối XHCN trước đây và quan hệ hợp tác quốc tế hiện nay, góp phần phối hợp với các nước trong việc từng bước xây dựng lực lượng BĐBP ngày càng cách mạng, chính quy, tinh nhuệ, từng bước hiện đại.
Thể hiện thành quả công tác đối ngoại của BĐBP trong việc tham mưu cho Đảng, Nhà nước, Bộ Quốc phòng thực hiện công tác đối ngoại Quốc phòng, đối ngoại nhân dân, xây dựng biên giới hòa bình, hữu nghị với các nước láng giềng.
- Hợp tác quốc tế với các nướcTrung Quốc, Lào, Campuchia
- Hợp tác với các nướcvề công tác Biên phòng: Nga, Hunggarri,Mỹ, Úc về chia sẻ kinh nghiệmđiều tra phòng chống tội phạm, nâng cao năng lực kiểm soát cửa khẩu cảng, kiểm soát xuất nhập cảnh, chống di cư bất hợp pháp và học tiếng Anh...
Chủ đề 10: Quản lý và bảo vệ chủ quyền an ninh biên giới quốc gia trong tình hình mới.
BĐBP tham mưu cho Đảng, Nhà nước, Quân ủy Trung ương, Bộ Quốc phòng triển khai nhiệm vụ công tác Biên phòng trong tình hình mới ở các mặtcông tác, quốc phòng - an ninh, đối ngoại, bảo vệ chủ quyền an ninh biên giới, đấu tranh phòng chống tội phạm, kiểm tra, kiểm soát xuất nhập cảnh, xây dựng lực lượng BĐBP chính quy vững mạnh toàn diện…
Chủ đề 11: Vinh dự - Trách nhiệm - Tự hào
Quá trình phát triển, lớn mạnh của lực lượng CANDVT- BĐBP qua các giai đoạn lịch sử, xứng đáng là lực lượng nòng cốt, chuyên trách trong công tác bảo vệ chủ quyền an ninh biên giới Quốc gia.Được Đảng, Nhà nước trao tặng nhiều phần thưởng cao quý.Sự quan tâm của Đảng, Nhà nước, các Bộ, Ban, Ngành vớisự nghiệp xây dựng "Nền Biên phòng toàn dân" vững mạnh.
Phần thứ hai: Trưng bày ngoài trời.
1. Trưng bày phù điêu thể hiện quyết tâm bảo vệ vững chắc độc lập, chủ quyền, thống nhất, toàn vẹn lãnh thổ, an ninh biên giới quốc gia – xây dựng lực lượng bảo vệ biên giới toàn dân, rộng khắp, lực lượng vũ trang nhân dân làm nòng cốt, BĐBP là lực lượng chuyên trách, đoàn kết, gắn bó máu thịt với nhân dân trong sự nghiệp bảo vệ và giữ vững biên giới quốc gia. -Trưng bày tại sân trời tầng 3.
2. Trưng bày ở phía ngoài sân tầng 1 gồm: nhóm tượng "Đoàn kết bảo vệ biên giới quốc gia"; nhóm tượng "An ninh vũ trang miền Nam"; Tượng đài "Chiến sĩ CANDVT bảo vệ giới tuyến"; Tượng đài "Anh hùng Trần văn Thọ" và một số mốc quốc giới - Trưng bày tại sân tầng 1.